# پروین (بازیگر)
پروین یک هنرپیشه، خواننده و رقاص ایرانی است. وی در بین سال‌های ۱۳۳۳ تا ۱۳۵۶ فعالیت می‌کرد.

## فیلم‌شناسی

### بازیگر
1. حلقه‌های ازدواج (۱۳۵۶)
2. علف‌های هرز (۱۳۵۵)
3. غلام زنگی (۱۳۵۴)
4. شیخ صالح (۱۳۵۲)
5. استوار و پاسبان (۱۳۵۱)
6. باشرف‌ها (۱۳۵۱)
7. تک‌تازان صحرا (۱۳۴۷)
8. خوشگل و قهرمان (۱۳۴۶)
9. قهرمان قهرمانان (۱۳۴۴) در نقش پروین
10. محکوم (۱۳۴۲)
11. پسر دریا (۱۳۳۸)
12. بربادرفته (۱۳۳۳)

### خواننده
1. هفت دختر برای هفت پسر (۱۳۴۷)

### حرکات موزون
1. رفیق (۱۳۵۴)
2. تک‌تازان صحرا (۱۳۴۷)
3. ترس و تاریکی (۱۳۴۲)